# Anfiloquio de Iconio
Anfiloquio de Iconio (Amphilochus, Amphílochos Ἀµφιλόχιος) fue obispo de Iconio (actual Konya). Es venerado como santo por diversas confesiones cristianas. Fue amigo de San Basilio y San Gregorio Nacianceno. 

## Biografía
Nació en Cesarea de Capadocia y ejerció de abogado. Vivió retirado con su padre en Ozizalis de Capadocia hasta que fue elegido para presidir la sede de Iconium (Licaonia) o Pisidia. Se conserva la carta de felicitación que le remitió Basilio de Cesarea, que después le visitó y le convenció para que completase el trabajo "sobre el Espíritu Santo" que acabó en 375. En 377 envió esta obra a los obispos de Licia que tenían tendencias macedonianas o podían estar influidos por la doctrina macedoniana; en 381 Anfiloquio asistió al Primer Concilio de Constantinopla donde fue nombrado centro del catolicismo en la Asia junto con Óptimos de Antioquía de Pisidia. En 383 obtuvo del emperador Teodosio la prohibición de asambleas arrianas y el mismo año convocó un concilio en Side, en Panfilia, para condenar a los herejes masalios o masalianos que creían que la religión consistía en la oración. En 394 fue al concilio de Constantinopla que confirmó en Bagadios como obispo de Bostra. Murió probablemente en 395.